# بريندا ميلنير
بريندا ميلنير (بالإنجليزية: Brenda Milner) (ولدت في 15 يوليو 1918) وهي مُختصة في علم النفس العصبي وهي كندية. وأشتهرت بفضل أبحاثها المُهمة في مجال علم النفس العصبي السريري. ويُطلق عليها أسم «مؤسسة علم النفس العصبي» أحيانًا.، يُشار إليها أحياناً على أنها مؤسِسة «علم النفس العصبي السريري». بدايةً من عام 2010، أصبحت بروفيسورة في قسم علم الأعصاب والجراحة العصبية في جامعة مكغيل، وبروفيسورة في علم النفس لدى معهد مونتريال للأعصاب. اعتباراً من عام 2005، حازت على أكثر من 20 شهادة وتستمر في العمل في التسعينيات من عمرها. تكتشف أبحاثها الحالية التفاعل بين نصفي الدماغ الأيمن والأيسر. يًطلق على ميلنر اسم مؤسِسة علم النفس العصبي، وقد أثبتت أنها ركن أساسي في تطويره. حازت على جائزة بالزان في علم النفس المعرفي عام 2009، وجائزة كالفي في علم الأعصاب، جنباً إلى جنب مع جون أوكيفيه، ومورس إي. رايشل، وذلك عام 2014. بلغت عامها المئة في يوليو 2018، وفي ذات الوقت ما زالت تشرف على سير عمل الأبحاث.

## حياتها المبكرة
وُلدت بريندا لانغفورد (بريندا ميلنر بعد الزواج) في 15 يوليو 1918، في مانشستر، إنجلترا. كان والد ميلنر، صموائيل لانغفود، ناقداً موسيقياً وصحفياً ومعلماً، وكانت أمها (ني ليسلي دويغ) طالبة غنائية. على الرغم أنها كانت ابنة لاثنين من الموسيقيين البارعين، إلا أنها لم تحظى بأي اهتمام بالموسيقى. حين كانت بعمر ستة أشهر، أُصيبت مع والدتها بالإنفلونزا خلال وباء الإنفلونزا الإسبانية عام 1918. قتل هذا المرض نحو 20-40 مليون شخص، أي أكثر من الذين قُتلوا في الحرب العالمية الأولى. لكنها تعافت مع والدتها من المرض. درّسها والدها الرياضيات والعلوم حتى عمر الثامنة. التحقت بمدرسة وثنغتون للإناث، التي قادتها إلى كلية نيونهام في جامعة كامبردج، حيث حصلت على منحة دراسية عام 1936. كانت بريندا واحدة من 400 امرأة فقط حصلن على قبول في تلك الجامعة العظيمة ذلك الوقت. بكل الأحوال، بعد اكتشافها أنها لم تكن «مميزة» كفاية في الرياضيات، غيرت ميلنر فرعها الدراسي لتلتحق بفرع علم النفس. في عام 1939، تخرجت ميلنر حاملةً بكالوريوس آداب في علم النفس التجريبي، الذي كان يُعتبر علماً أخلاقياً ذلك الوقت.

## تعليمها
كان مشرفها في كلية نيونهام في كامبردج هو البروفيسور أوليفر زانغويل، وامتلكت عنده أولى اهتماماتها بعمل الدماغ البشري. كان أوليفر خريج جامعة كامبردج بامتياز من الدرجة الأولى بتميز خاص. بدأ على الفور بحثاً في الدراسات العليا مع فريدريك براتليت، الذي كان في ذلك الوقت أول بروفيسور في علم النفس التجريبي في جامعة كامبردج. كسب زانغويل سمعة طيبة من مسيرته مع براتليت. «كان العمل مع براتليت ذا أهمية كبرى، إذ أنه يمتلك تأثيراً قوياً استثنائياً على نظام علم النفس الأكاديمي البريطاني».
بعد تخرجها في الفترة القريبة من الحرب العالمية الثانية، أعطتها كلية نيونهام منحة سارة سميثن الدراسية البحثية، ما سمح لها أن تحضر لدى كلية نيونهام خلال السنتين القادمتين. وكنتيجة لاندلاع الحرب العالمية الثانية، تحول العمل في المختبر النفسي في جامعة كامبردج، تحت قيادة بارتليت، بين عشية وضحاها تقريباً إلى البحوث التطبيقية في اختيار أفراد الأطقم الجوية. كانت وظيفة ميلنر تقتضي أن تصمم المهام الإدراكية للاستخدام المستقبلي في اختيار الأطقم. على وجه التحديد أكثر، كانت من ضمن فريق مهتم بالتفريق بين طياري المقاتلات وطياري القاذفات وذلك باستخدام اختبار كفاءة. لاحقاً في الحرب، من عام 1941 وحتى 1944، عملت في مالفرين كمسؤولة تجريب في وزارة التموين، حيث تتحقق من أساليب العرض والتحكم المختلفة التي تُستخدم من قِبل مُشغلي الرادار.
في عام 1941، قابلت بريندا زوجها، بيتر ميلنر. كان كلاهما يعملان على أبحاث الرادار. كان بيتر مهندس كهرباء تجنّد أيضاً ليبذل جهوده في الحرب. تزوجا عام 1944، وانتقلا إلى كندا إذ دُعي بيتر كي يعمل مع علماء فيزياء على أبحاث ذرية. سافرا إلى بوسطن على متن باخرة الملكة إليزابيث معاً مع «عرائس الحرب» اللواتي سافرن إلى الولايات المتحدة كي يعيشن مع عائلات أزواجهن خلال فترة الحرب. بعد وصولها إلى كندا بدأت بتدريس علم النفس لدى جامعة مونتريال، وبقيت لسبع سنوات.

## مسيرتها المهنية
في عام 1954، نشرت ميلنر مقالاً في مجلة علم النفس لجامعة مكغيل بعنوان «الوظيفة الفكرية للفص الصدغي»؛ إذ أخرجت للنور فكرة أن ضرر الفص الصدغي يمكن أن يسبب تغيرات عاطفية وفكرية لدى الإنسان والقرود الدنيا. في هذا العمل، استعرضت ميلنر دراسات عن الوظيفة العصبية لدى الحيوانات، وقارنتها بعمل علم الأعصاب البشري. ثبط منشورها هذا العديد من جراحي الأعصاب عن إكمال العمليات الجراحية على البشر التي بالإمكان أن تؤثر سلباً على حياتهم. كان عمل ميلنر المبكر على الفص الصدغي متأثراً بنتائج أعمال الاستئصال على القرود الدنيا، وعلى الأخص باكتشاف ميشكن وبريبرام على دور القشرة المخية العصبية السفلية في تعلم التمييز البصري.
كانت ميلنر رائدة في مجال علم النفس العصبي وفي دراسة الذاكرة والوظائف المعرفية لدى جنس الإنسان. درست تأثيرات تضرر الفص الصدغي المتوسط على الذاكرة ووصفت بشكل منهجي حالات العجز في أحد أشهر المرضى في علم الأعصاب الادراكي، هنري مواليسون، الذي كان يُعرف سابقاً بمريض إتش.إم. على الرغم أنه لم يقدر على تذكر أحداث جديدة، إلا أنه كان قادراً على تعلم خبرات جديدة. دُعيت ميلنر إلى جامعة هارفارد لدراسة المريض إتش.إم، الذي خضع لاستئصال الفص الصدغي الثنائي، الذي تضمن إزالة أجزاء رئيسية من الحُصين.
في مرحلة متقدمة من عملها مع المريض إتش.إم أرادت ميلنر أن تفهم بشكل كامل الاعتلالات الموجودة في ذاكرته. أظهرت الدكتورة ميلنر أن متلازمة فقدان الفص الصدغي المتوسط تتميز بعدم القدرة على تذكر ذكريات جديدة وعدم القدرة على استحضار الذكريات الراسخة التي جرت أحداثها قبل السنوات القليلة التي تسبق حدوث الضرر مباشرةً، في حين أن الذكريات من الماضي البعيد والقدرات المعرفية الأخرى، بما في ذلك اللغة، والإدراك، والمنطق كانت سليمة. على سبيل المثال، قضت ميلنر ثلاث أيام مع المريص، إتش.إم بينما كان يتعلم مهمة إدراكية-حركية جديدة في سبيل تحديد أي نوع من التعلم والذاكرة كانا سليمين به. تضمنت هذه المهمة استنساخ رسم لنجمة من خلال النظر إليها في المرآة. تحسن أداؤه خلال تلك الأيام الثلاثة. ومع ذلك، لم يحتفظ بأي ذاكرة لأية أحداث وقعت خلال تلك الأيام، أدى ذلك إلى تكهن ميلنر أن هناك أنواعاً مختلفة من التعلم والذاكرة، يعتمد كل منها نظاماً منفصلاً من الدماغ. كانت قادرة على إظهار نوعين مختلفين من الذاكرة؛ هما الذاكرة العرضية، والذاكرة الإجرائية.
باستخدامها معظم أموال جوائزها العديدة، تبرعت ميلنر بمليون دولار لمعهد مونتريال للأمراض العصبية عام 2007، بعد إنشاء مؤسسة باسمها.

## منذ عام 2005
في عام 2005، وسعت أبحاثها لدراسة نشاط الدماغ في المواضيع القياسية، مستخدمةً التصوير بالرنين المغناطيسي الوظيفي، وبالتصوير المقطعي بالإصدار البوزيتروني. ركزت هذه الدراسات على تحديد أقسام الدماغ المرتبطة بالذاكرة المكانية واللغة، من ضمنها الركائز العصبية لمعالجة الكلام أحادي اللغة وثنائي اللغة. في سلسلة أخرى من دراسات التصوير المقطعي بالإصدار البوزيتري، سعت أيضاً إلى تحديد دور منطقة الحُصين الأيمن في ذاكرة الموقع المكاني للأشياء.
في عام 2007 كانت ما تزال تُدرِّس وتقوم بالأبحاث، وهي بروفيسورة دورثي ج. كيلمان في معهد مونتريال للأعصاب، وبروفيسورة في قسم علم الأعصاب والجراحة العصبية في جامعة مكغيل. إحدى المتعاونات الحاليات لميلنر هي دينيس كلاين، بروفيسورة مساعدة في وحدة علم الأعصاب/ علم الأعصاب الإدراكي في مكغيل. يستتبع بحثهما عن ثنائية اللغة الفرق في المسارات العصبية المستخدمة لاكتساب لغة جديدة وأصلية.

## الجوائز
- جائزة المؤسسة الدولية جايردنر
- وسام كندا
- جائزة كافلي في علم الأعصاب(2014)